# Dimetil eter
Dimetil eterul, denumit și eter dimetilic sau metoximetan, este un compus organic cu formula chimică CH3-O-CH3. Este cel mai simplu eter, fiind utilizat ca precursor în sinteza organică și în diverse alte aplicații. Este un izomer funcțional al etanolului.

## Obținere
Principala cale de obținere este reacția de deshidratare intermoleculară a metanolului. Pe această ale, aproximativ 50.000 de tone de eter dimetilic au fost produse în anul 1985 în Europa de Vest:
{\displaystyle {\ce {2 CH3OH -> CH3-O-CH3 + H2O}}}